# Зигмундсхерберг
Зигмундсхерберг (нем. Sigmundsherberg) — ярмарочная коммуна (нем. Marktgemeinde) в Австрии, в федеральной земле Нижняя Австрия. 
Входит в состав округа Хорн.  Население составляет 1783 человека (на 31 декабря 2005 года). Занимает площадь 47,95 км². Официальный код  —  31124.
В городе имеется железнодорожный музей.

## Политическая ситуация
Бургомистр коммуны — Франц Гёд (АНП) по результатам выборов 2005 года.
Совет представителей коммуны (нем. Gemeinderat) состоит из 19 мест.
- АНП занимает 10 мест.
- СДПА занимает 9 мест.